# 劇団大阪
劇団大阪（げきだんおおさか）は、大阪市中央区谷町に本拠を置く大阪の劇団。
1971年二つの金融会社の演劇サークルがひとつになって創立した。演出家は3人おり、新谷町第二ビル内の谷町劇場(劇団大阪稽古場)を本拠として公演活動をしている。作品は社会的な問題をとりあげたものが多い。
春、秋の本公演のほか、外部出演、プロデュース公演も行っている。

## 所在地
- 〒542-0012 大阪府大阪市中央区谷町7-1-39-103 新谷町第2ビル

## 主な上演
- 「まほろば」（2010）